# Hedmåra
Hedmåra (Galium sterneri) är en måreväxtart som beskrevs av Friedrich Ehrendorfer. Enligt Catalogue of Life ingår Hedmåra i släktet måror och familjen måreväxter, men enligt Dyntaxa är tillhörigheten istället släktet måror och familjen måreväxter. Arten har ej påträffats i Sverige. Inga underarter finns listade i Catalogue of Life.